# Uruguai (departament)
|  | No s'ha de confondre amb Departament de l'Uruguai. |

El departament de l'Uruguai (en castellà i oficialment, Departamento Uruguay) és una de les 17 subdivisions de la província argentina d'Entre Ríos. La seva capital és Concepción del Uruguay. Limita a l'est amb la República Oriental de l'Uruguai.
El departament té una superfície de 5.855 km², essent el sisè més gran de la província i el quart més poblat. La seva població, el 2010, era d'uns 100.854 habitants.

## Districtes
El departament de l'Uruguai es subdivideix en 6 districtes: Gená (770 km²), Genacito (602 km²), Molino (745 km²), Moscas (893 km²), Potrero (1.000 km²) i Tala (376 km²); a més de la ciutat de Concepción del Uruguay.
- Moscas: Las Moscas, Colonia Nueva Montevideo.
- Genacito: Las Moscas, Colonia Lucienville i Genacito Sur Este.
- Gená.
- Molino.
- Tala: Los Ceibos, Santa Ana.
- Potrero: Colonia Elía, Potrero.[2]